# Афрагола
Афраго̀ла (на италиански: Afragola, на неаполитански: Afravola, Афравола) е град и община в Южна Италия, провинция Неапол, регион Кампания. Разположен е на 43 m надморска височина. Населението на града е 63 981 души (към 31 декември 2010 г.).